# سیارک ۲۱۵۸۱
سیارک ۲۱۵۸۱ (به انگلیسی: 21581 Ernestoruiz، نامگذاری:1998SD58) بیست و یک هزار و پانصد و هشتاد و یکمین سیارک کشف شده‌است که در ۱۷ سپتامبر ۱۹۹۸ کشف شد.
قدر مطلق سیارک برابر ۴۲.۶ است.